# James T. Mullen
James T. Mullen (30 de agosto de 1843 – 6 de julho de 1891) foi um militar estadunidense. Foi o primeiro Cavaleiro Supremo dos Cavaleiros de Colombo de 2 de fevereiro de 1882 a 17 de maio de 1886. Ele também serviu na polícia de New Haven, Connecticut e Corpo de Bombeiros, e como vereador. Com seu serviço no Exército da União e em várias ordens fraternas, ele foi descrito como "veterano da fraternidade".

## Vida pessoal
Mullen nasceu em New Haven, Connecticut, EUA, em 30 de agosto de 1843, Ele se casou com Anne Elizabeth Pigott, irmã do congressista James P. Pigott. Eles tiveram um filho. Seu sobrinho, William P. Cronan, serviu como o 19º governador naval de Guam.

## Early career

### Início de carreira
Mullen foi um dos membros originais dos Cavaleiros de Colombo. Ele ingressou em 2 de fevereiro de 1882. Quando o Padre Michael McGivney concebeu pela primeira vez a criação da Ordem, ele propôs o nome de Filhos de Colombo. Mullen, em vez disso, sugeriu o uso de Cavaleiros em vez de Filhos para melhor exemplificar a natureza ritualística da organização nascente.
Mullen creditou a "vontade indomável" de McGivney para o sucesso da Ordem. Como Cavaleiro Supremo, ele instalou os oficiais de outros conselhos, incluindo Silver City Council No. 2 em 16 de maio de 1883, em Meriden, Connecticut. Na viagem de trem para Meriden, Mullen atribuiu a Daniel Colwell a responsabilidade de planejar a cerimônia de instalação. Como Cavaleiro Supremo, Mullen apoiou a expansão da Ordem fora de Connecticut, uma questão controversa na época.
Colwell e Mullen se juntaram a McGivney na apresentação dos cerimoniais da Ordem ao Bispo Lawrence McMahon da Diocese de Hartford para garantir que fossem aceitáveis para uma organização católica. O entusiasmo pelo trabalho de graduação levou a pedidos para a criação de um quarto grau, e Mullen apoiou a criação de um quinto.
Com dois conselhos estabelecidos, Mullen presidiu a Convenção Suprema em 15 de junho de 1883. Nesta convenção, ele foi nomeado para um comitê de um para projetar um emblema para a Ordem. Em uma convenção posterior, ele foi nomeado para uma comissão para redigir uma resolução honrando o pe. McGivney.
Em 1886, Mullen foi reeleito Cavaleiro Supremo, mas recusou a nomeação em 17 de maio de 1886. Ele, no entanto, aceitou a posição recém-criada de Diretor Geral de Cerimônias, uma posição que ocupou até sua morte em 1891.

### Outras atividades fraternas
Em 1874, Mullen sugeriu a criação de uma organização social que veio a ser conhecida como os Cavaleiros Vermelhos. Ele serviu como seu Cavaleiro Supremo de 1875 até sua dissolução em 1880. Ele também foi um Cavaleiro de São Patrício e um ator amador em produções teatrais locais.

## Carreira posterior

### Guerra Civil
Mullen se alistou no 9º Regimento de Infantaria de Connecticut em 11 de setembro de 1861 e serviu como sargento na Guerra Civil. Ele participou da escavação do Canal de Grant. Ele ficou doente, no entanto, e teve alta em 27 de dezembro de 1862. Mais tarde, ele se tornou um líder dos Guardas Sarsfield, uma organização de milícia católica irlandesa que mais tarde se tornou parte da Guarda Nacional de Connecticut.

### Carreira e serviço público
Após a Guerra Civil, Mullen tornou-se tenente da polícia em New Haven. Por 13 anos, ele foi comissário de incêndio no Corpo de Bombeiros de New Haven e foi presidente do conselho por vários anos. Ele também serviu como vereador para a cidade de New Haven.
Ele se tornou um empresário de sucesso após seu aprendizado na pintura de placas ornamentais, ele se tornou um viajante comercial. Ele formou uma parceria com a GWM Reed e assumiu o controle total da empresa em 1884. Ele dirigiu esta empresa até sua morte.

## Morte
James Mullen morreu em 6 de julho de 1891. Ele está enterrado no cemitério de St. Bernard em New Haven.